# بحيرة زريبار
بحيرة زريبار تُعتبَر أحد أكبر مصدر للمياه العذبة في العالم وفي إيران  حيث أنها تتشكّل من عدة ينابيع تنبع من أطرافها وتصب فيها ولم تصب في البحيرة أيّة مياه قادمة من أماكن أخرى، وهي محاطة بالغابات الكثيفة، وغالباً ما يتجمّد سطح البحيرة في فصل الشتاء، تبلغ مساحة البحيرة 720 هكتاراً أمّا ارتفاعها فيبلغ 1285 متراً عن سطح البحر، وطولها 6 كيلومترات وعرضها من 1700 إلى 3000 متر، وأعمق نقاطها يصل إلى 6 أمتار. كما أن حجم المياه في البحيرة متغير طوال العام من 22.5 مليون متر مكعّب وحتى 47.5 مليون متر مكعب. كما وتحظى هذه البحيرة بجميع معايير وشروط البحيرات الدولية.

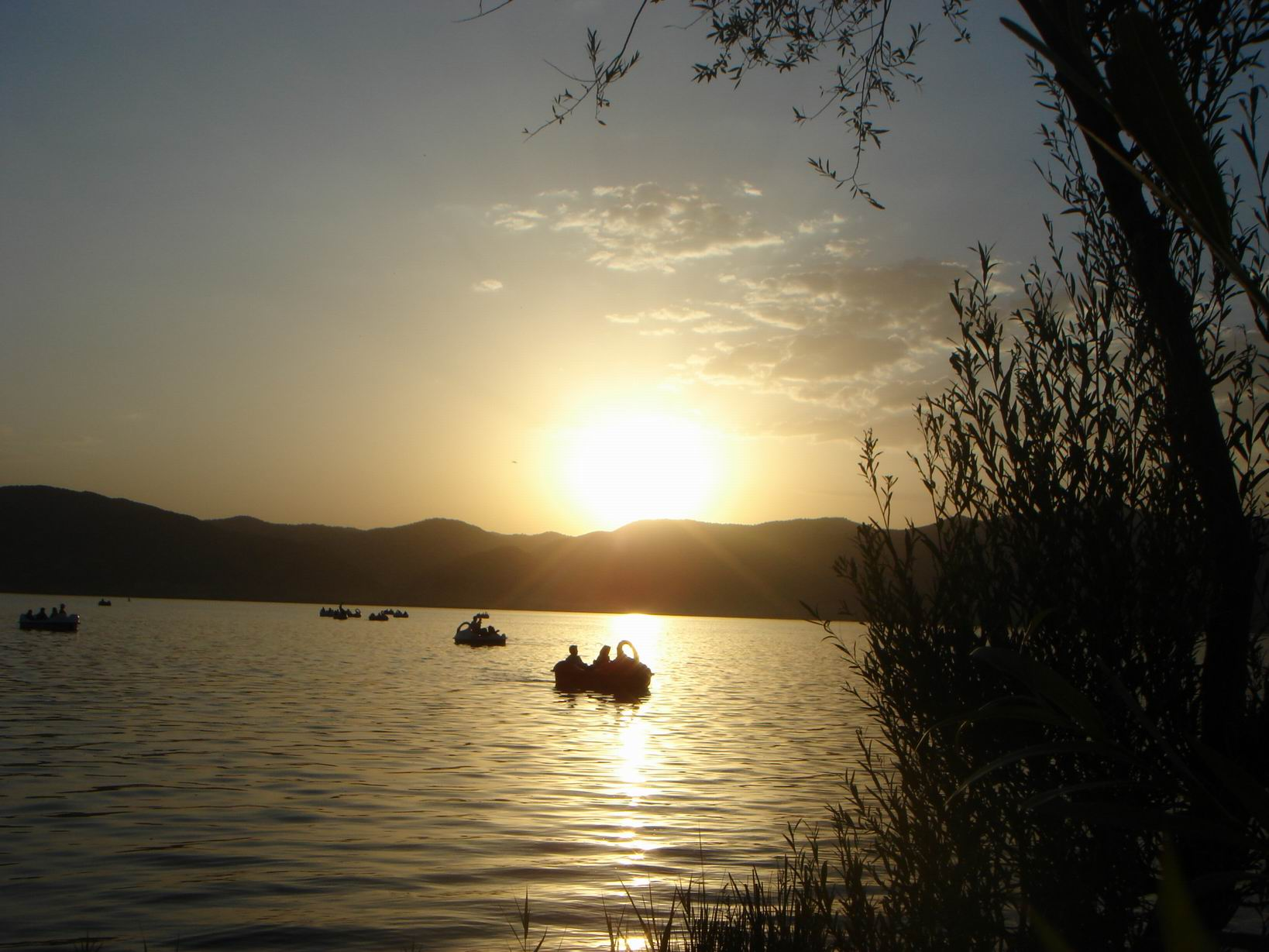
بحيرة زريبار الطبيعية، والتي تُعَد احدى أكبر مصدر للمياه العذبة في العالم

## سبب التسمية
إن تسمية البحيرة  بزريوار أو زريبار  والاثنان متدولان في المنطقة حيث تعني «زري» باللغة الكردية البحيرة. وتوجد بعض الخرافات حول البحيرة وأن أشهرها هي أن هناك مدينة مدفونة تحت البحيرة.

## الموقع
تقع البحيرة في شمال شرق مدينة مريوان التابعة لمحافظة كردستان غربي إيران، وتبعد عن مركز المدينة 6 كيلومترات، وتعتبر من أهم المعالم الطبيعية لجذب السياح والزوار إلى تلك المنطقة. كما وتقع البحيرة على بعد 10 كيلومترات من الحدود بين إيران والعراق.

## النظم الإيكولوجية للأراضي الرطبة
إن بحيرة زریبار بصفتها النظام البيئي المائي في كردستان هو شيء جميل جداً ونادر. حيث أن معظم الأراضي في المنطقة تغطّيها الغابات وكانت غابات البلوط الإيرانية الأنواع السائدة وبينما الأنواع الأخرى من الغابات مثل الكمثرى البرية، الزعرور واللوز المنتشر في المنحدرات وأنحاء مختلفة منها.

## الحياة البرية
تضم الحياة البرية حول هذه البحيرة مجموعة من أنواع النباتات والحيوانات البرية من ثدييات وطيور وزواحف حيث تم تسجيل 97 نوعاً من الطيور، و31 نوعاً من الثديات، و13 من الزواحف و11 من الاسماك و5 من العوالق النباتية و17 من العوالق الحيوانية في بحيرة زريبار إلى الآن.
▪ الحياة النباتية :

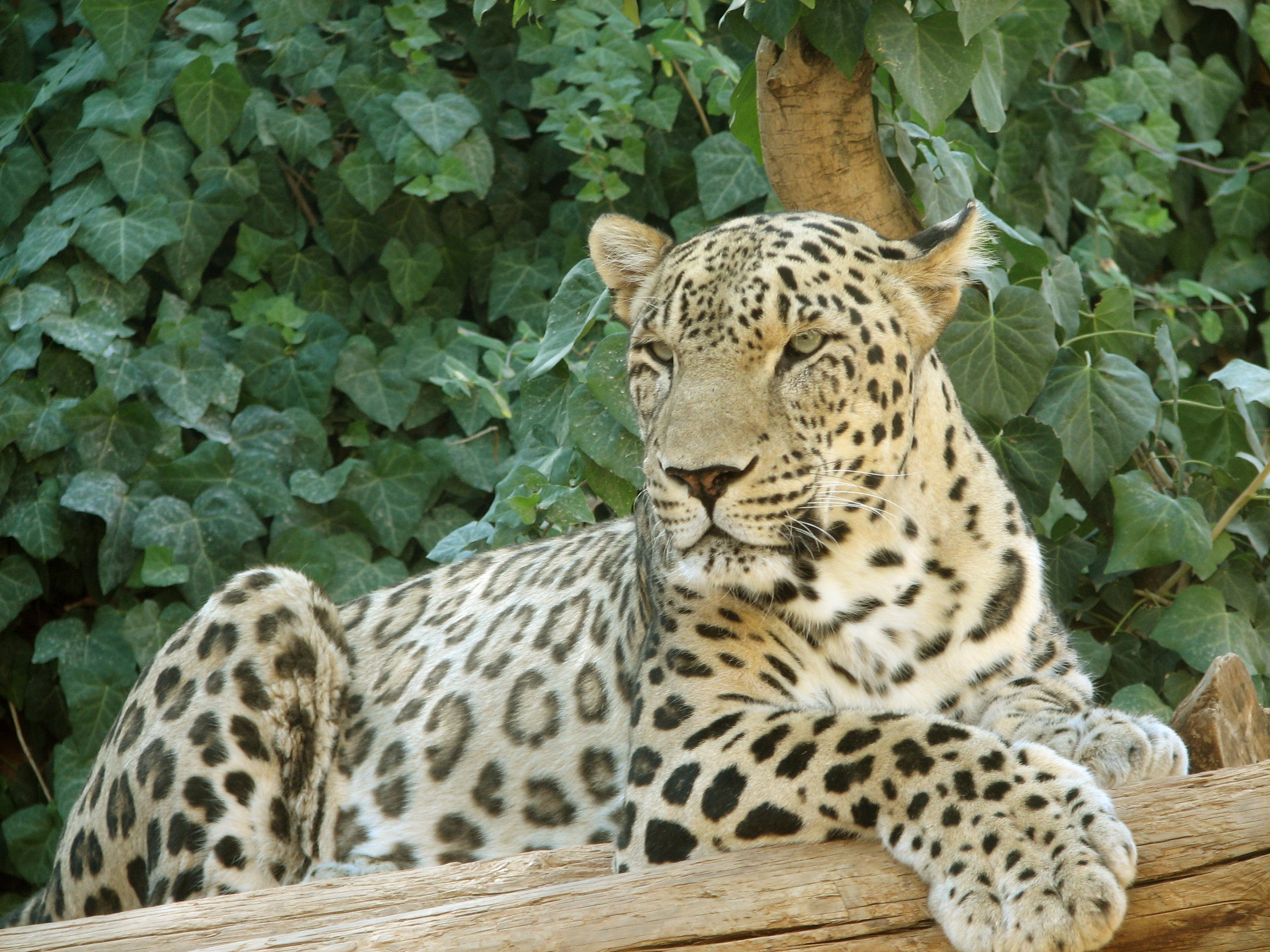
النمر الفارسي أحد أهم الحيوانات البرية في إيران

من الغطاء النباتي في البحيرة قد تکون النباتات المائیة أو الطافیة فوق سطح الماء ومجموعة متنوعة من النباتات الشوكية والنباتات الهامشية وتشمل أنواعاً من القصب، واللبلاب، والبردي والنعناع وغيرها.
▪ الأحياء المائية :
وتشمل أنواعاً محلية مختلفة من الماكريل الأسود، والأسماك العادية، والأسماك العروسة، والسمك الأبيض والكبور، وسمك الجمبوزيا. وكذلك الكارب العشبي، الكارب المرآة، الكارب الشائع، الکارب كبير الرأس والكارب الفضي. وفي الوقت نفسه، توجد أنواع أخرى مثل ثعبان البحر، وخمسة أنواع من البلانكتون النباتي و 17 نوعاً من الهائمات الحيوانية التي تم تحديدها في البحيرة.
▪ الطيور :
تعيش أنواع متعددة من الطيور المحلية والمهاجرة حول البحيرة، وبعد أن تنخفض درجات الحرارة في مناطق الشمال، تحط أول أسراب الإوَز المهاجرة إلى بحيرة زريبار وخلال رحلة هذه الطيور من الشمال إلى الجنوب، تهبط لمدة معينة في بحيرة زريبار، وبعد انخفاض درجات الحرارة في المنطقة، تواصل هجرتها إلى كرمسير في إقليم كوردستان. وأصبحت بحيرة زريبار بسبب تنوع الغذاء وكونها بيئة آمنة، مكاناً مهماً للطيور المهاجرة ويحط فيها سنوياً عدد كبير من الطيور المهاجرة من مختلف الأنواع. ومن أمثلتها البط الأخضر، إيغرت، الواق الكبيرة والصغيرة، طائر السنونو البحر، غطاس كبير وصغیر، البلشون الرمادي، البط البري، وطيور اللقلق والطيور الجارحة مثل هارير الأهوار الغربية، وتعتبر من الأنواع الهامة والقیمة في الأراضي الرطبة.
▪ الثدييات :
وتشمل أنواع مختلفة منها الثعلب الأحمر، الأرانب، الخنازير البرية والقطط البرية. وغيرها من الحيوانات الثدية القاطنة في منطقة البحيرة.

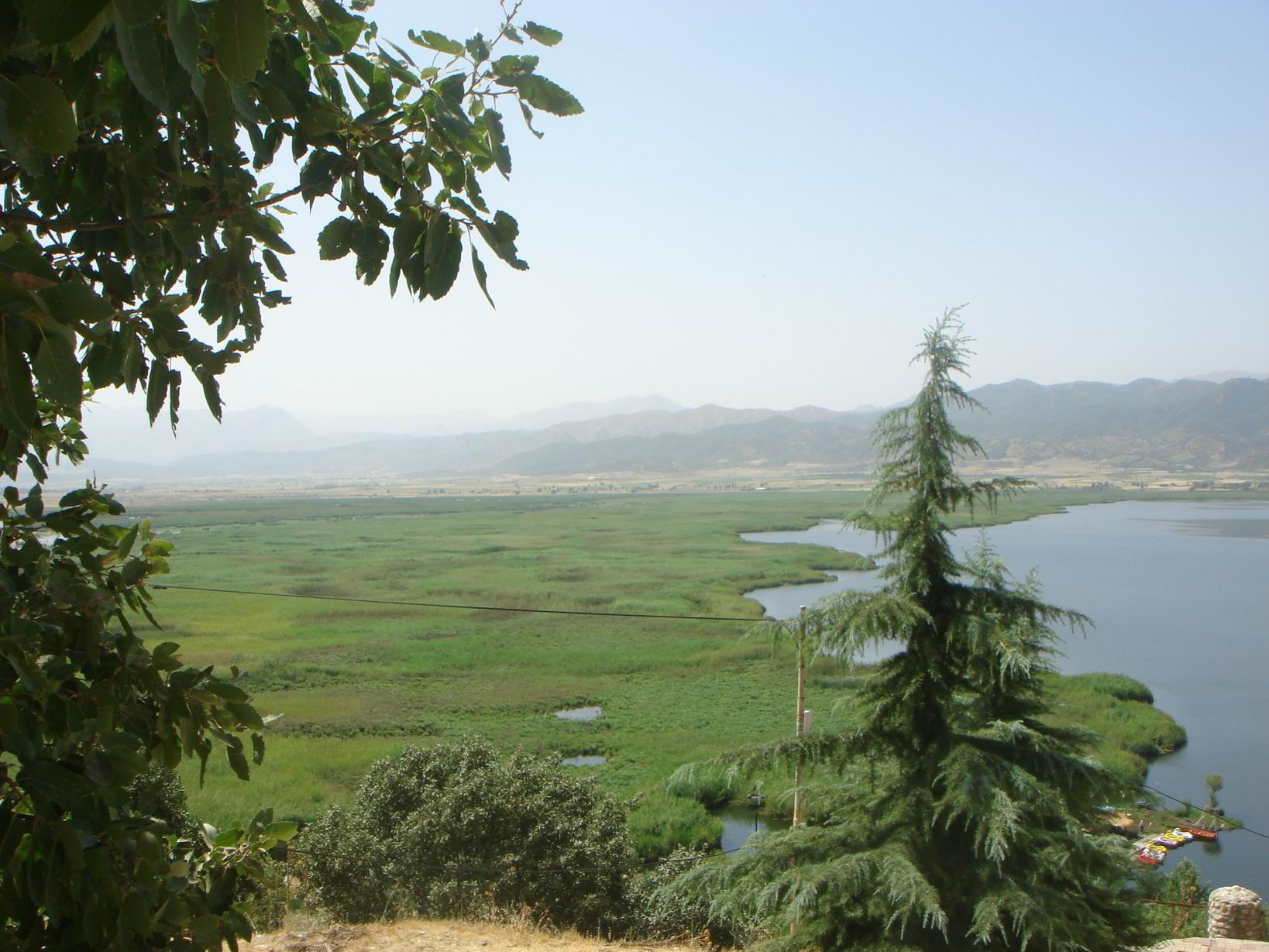

## مكانتها السياحية
تعتبر بحيرة زريبار من أهم المواقع السياحية في محافظة سنندج بكوردستان إيران. وفي كل سنة وخاصةً في بداية فصل الربيع والذي يسميه الإيرانيين بعيد النوروز يتوافد على هذه البحيرة عشرات الآلاف من السياح الأجانب والإيرانيين. ومن التسهيلات المقدمة للسياح هي :
▪ مراكز للتسوق.
▪ معارض الحرف اليدوية.
▪ مواقف السيارات بجانب البحيرة.
▪ فندق زریبار من فئة الأربع نجوم بجانب البحيرة.
▪ فندق نوروز من فئة الأربع نجوم في مريوان.
▪ أماكن الإقامة للضیوف في عطلة الصيف.

## معرض الصور

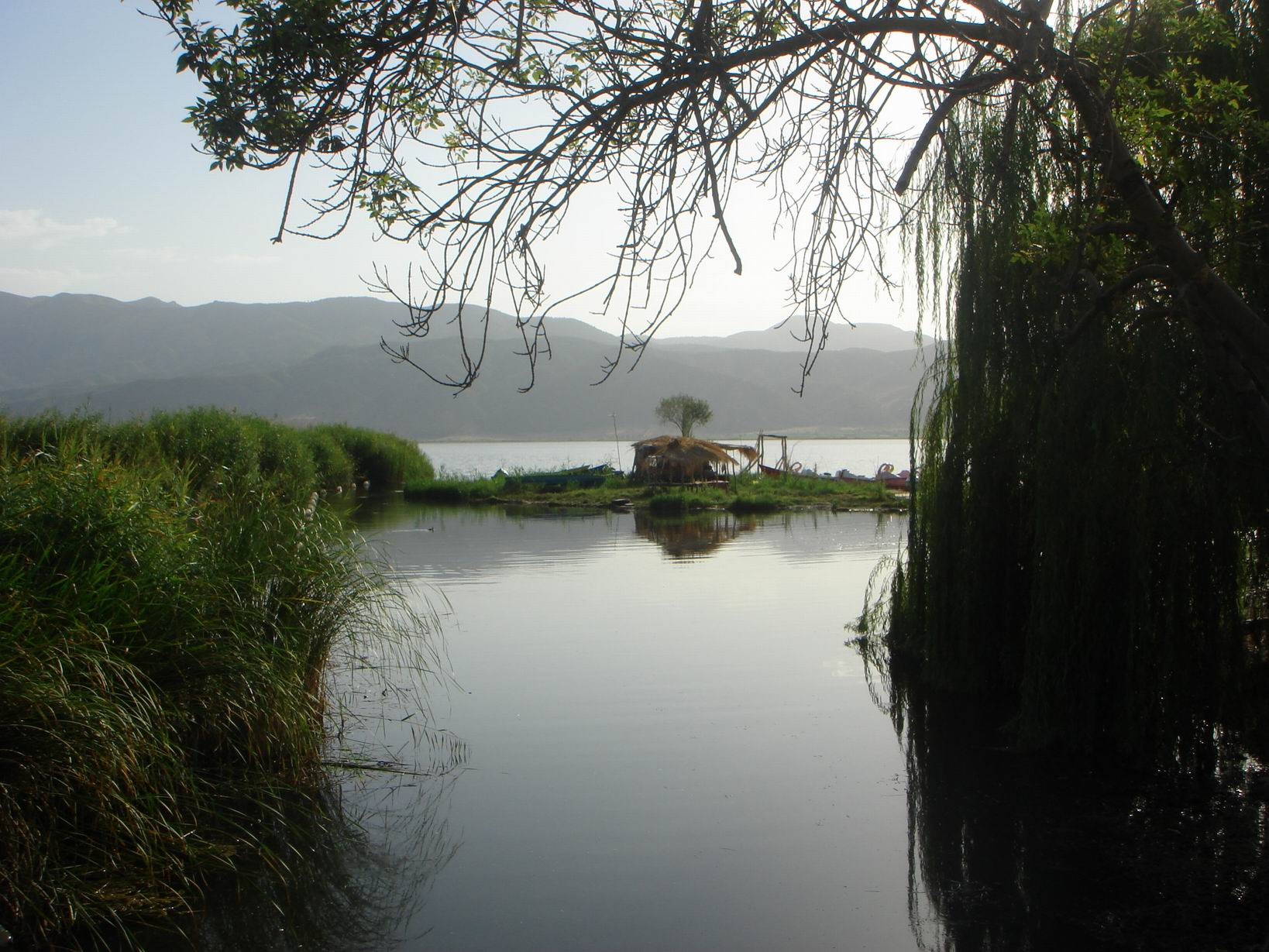
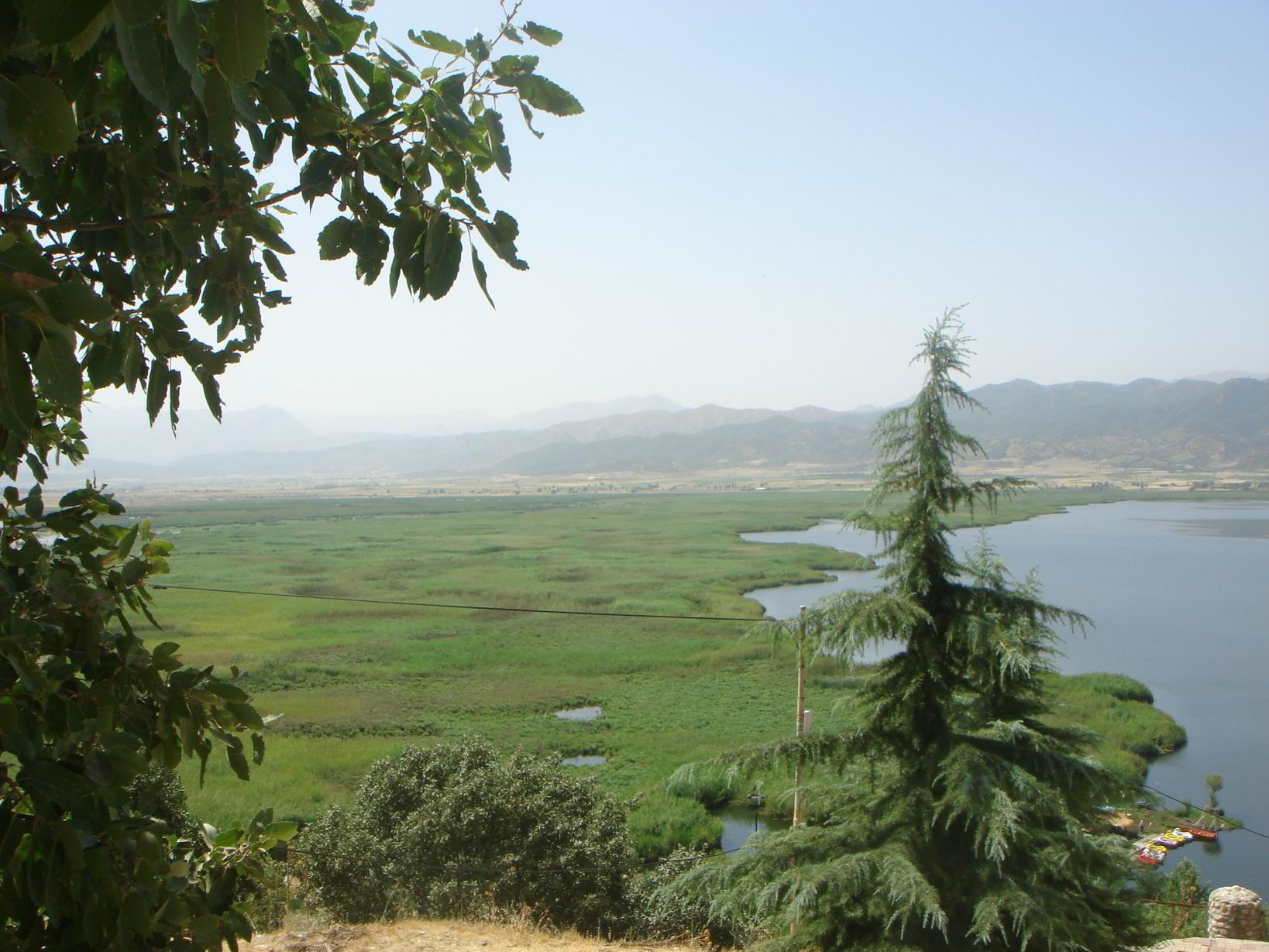
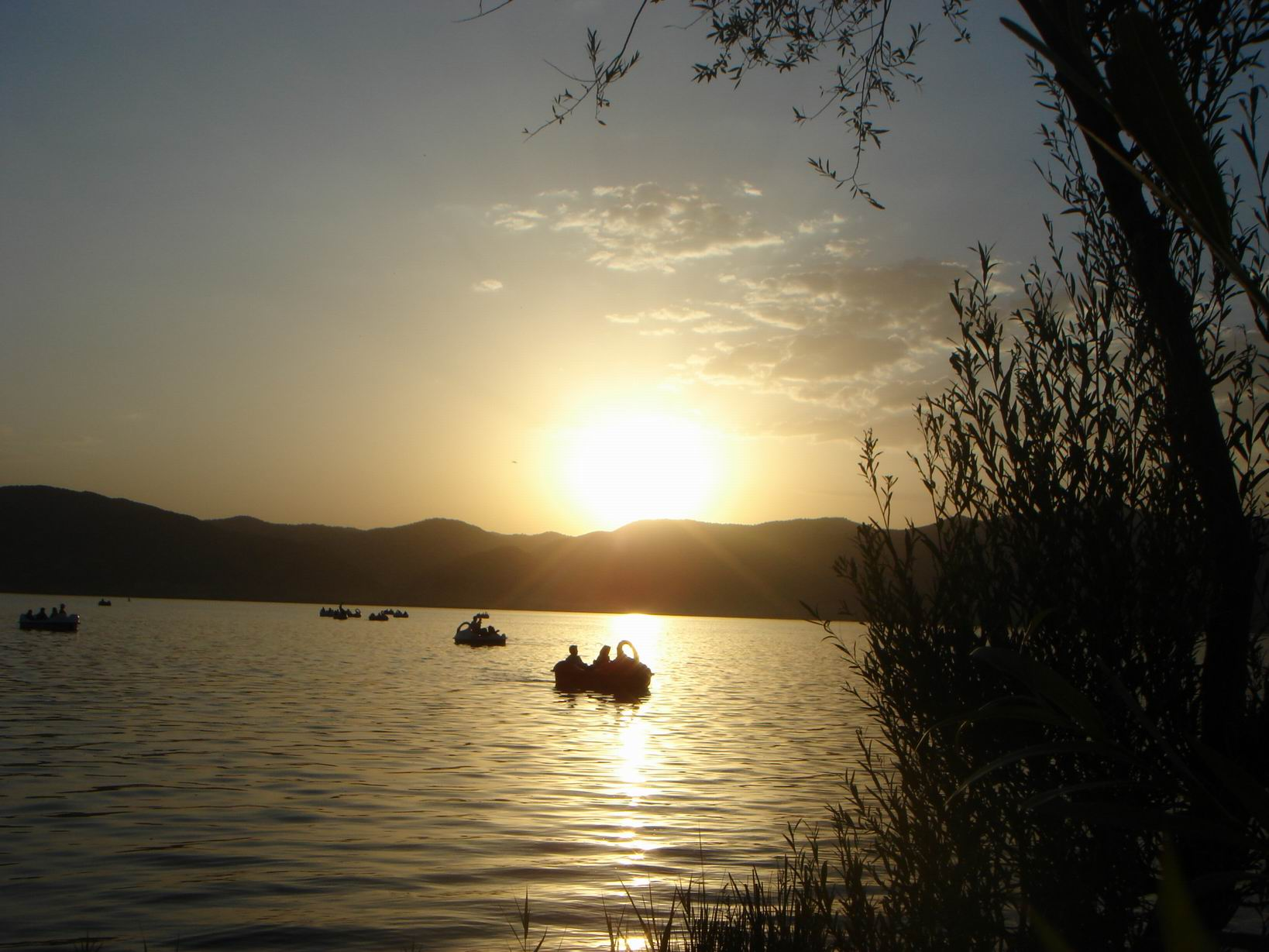
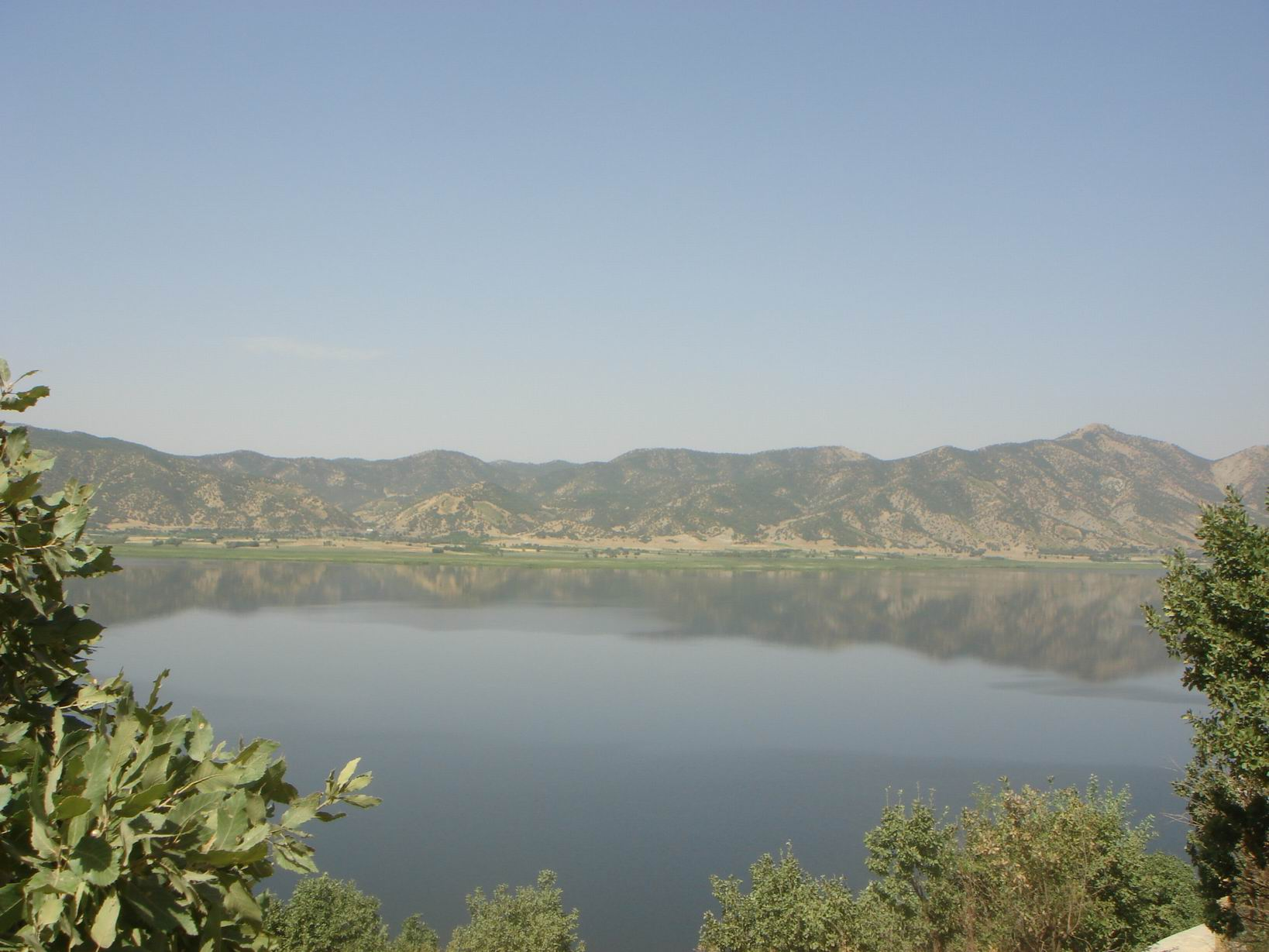
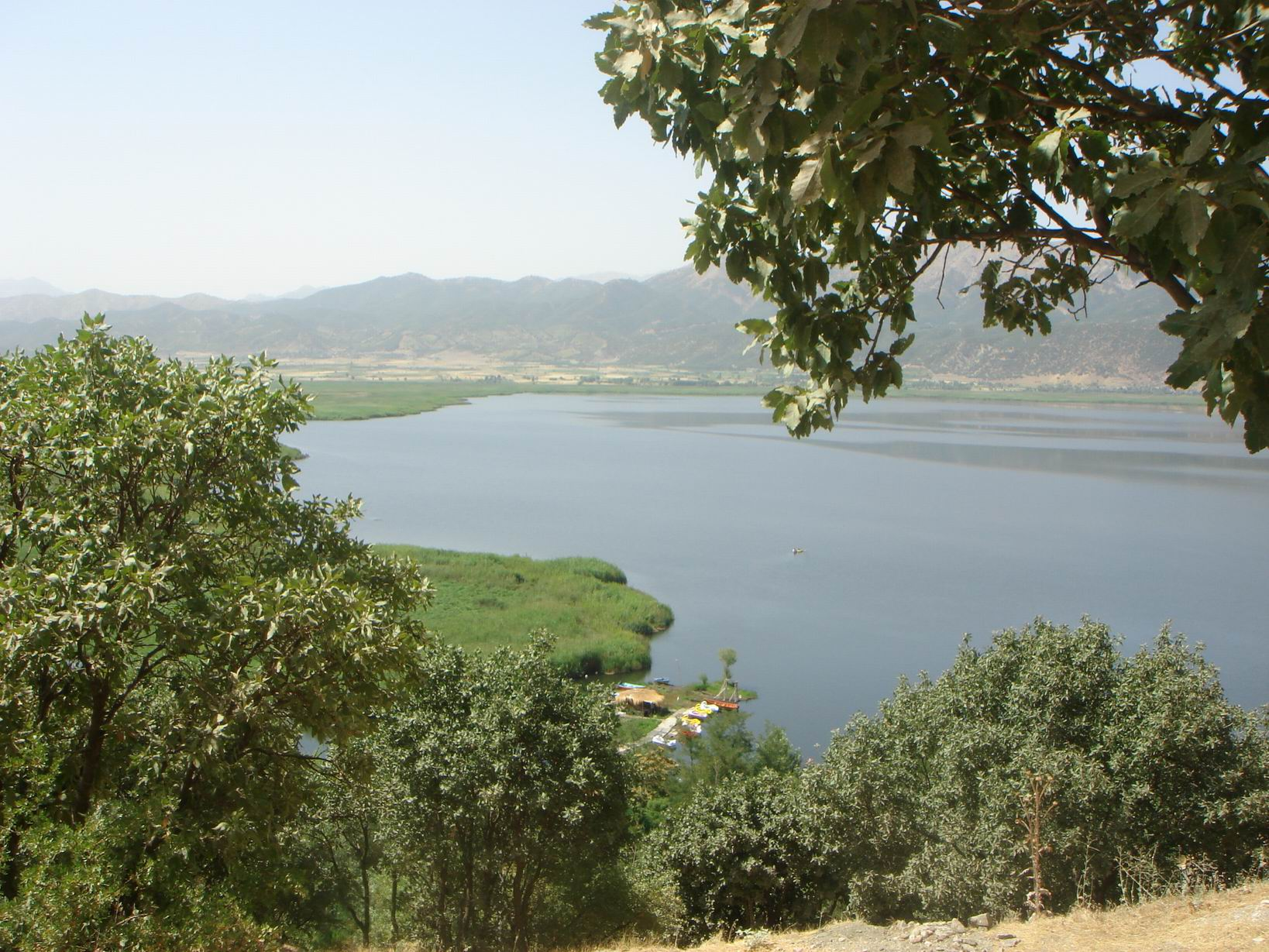
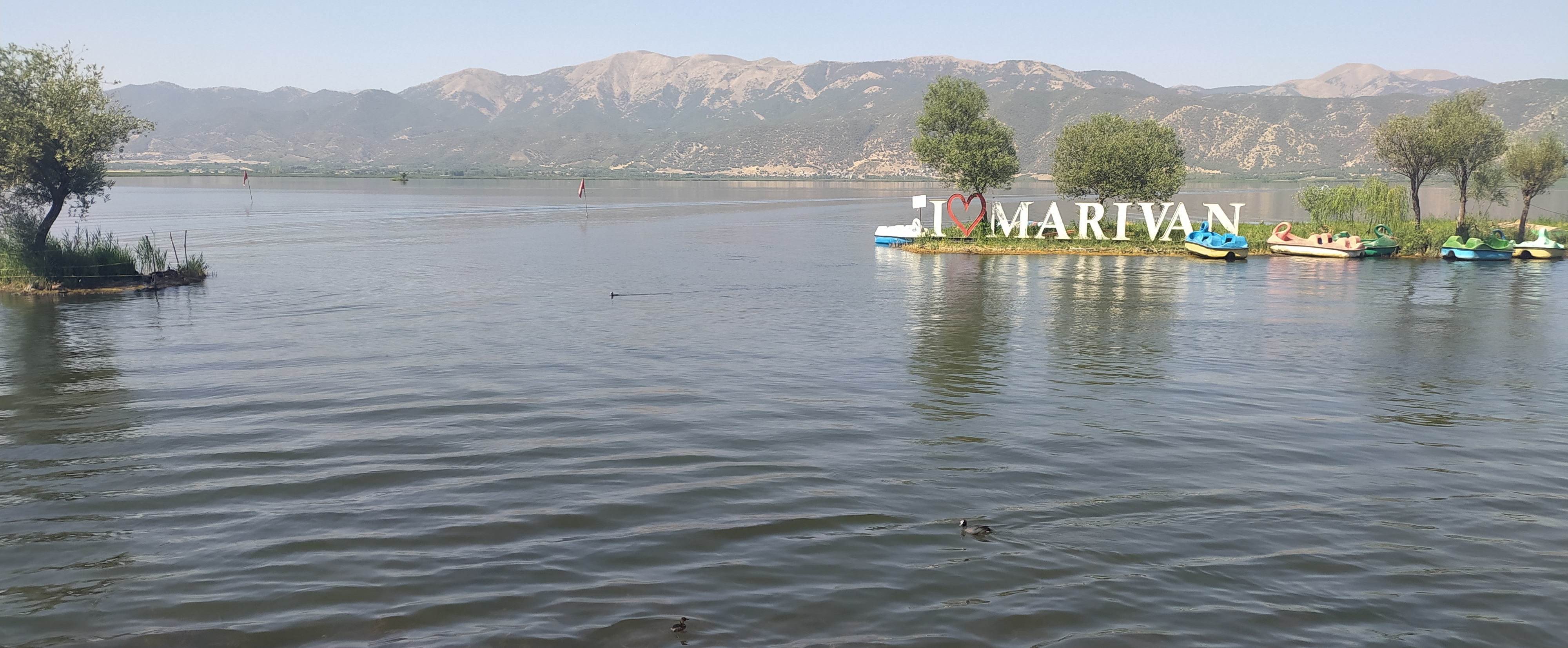

## معلومات سريعة
| الأسم        | بحيرة زريبار                                |
| المساحة      | 720 هكتار                                   |
| الارتفاع     | 1285 متر عن سطح البحر                       |
| العرض        | 3000-1700 متر                               |
| الطول        | 6 كيلومتر                                   |
| العمق        | 6 متر                                       |
| منسوب المياه | 22.5 مليون متر مكعب إلى 47.5 مليون متر مكعب |
| النوع        | مياه عذبة                                   |
| الموقع       | مدينة مريوان                                |